# レオナルド・ウインニンクス
レオナルド・ウインニンクス（Leonard WinninxまたはLendert Winning、1616年 - 1691年10月29日）は、オランダ東インド会社の社員で第23代のオランダ商館長。

## 略歴
ウインニンクスは1616年アムステルダムに生まれた。東インド会社ではガムロンに勤務し、1645年にはエスファハーンへの大使も務めた。1647年にバタヴィアの港湾局長であったWonderaer Sebaldの娘と結婚している。1653年にはバンダ諸島勤務となり、翌1654年には出島のオランダ商館長に任じられた。1655年にバタヴィアの東インド会社本社に戻った。1656年にジャンビ（Jambi）に異動、1657年にはスラート（Surat）に責任者となった。1662年にはゼーランディア城陥落におけるフレデリック・コイエットの責任を問う裁判に参加している。1664年1月にアムステルダムのシンゲル運河（Singel）沿いに家を購入した。1672年に聖ペトロ病院の理事に就任。1691年10月29日に死亡。
東インド会社の総督となったCornelis Speelmanは弟である。

## 参考資料
Wijnaendts van Resandt (1944) De gezaghebbers der Oost-Indische Compagnie op hare buiten-comptoiren in Azië, p. 279-280.
| 先代 ガブリエル・ハッパルト | オランダ商館長（第23代） 1654年10月31日 - 1655年10月23日 | 次代 ヨアン・ボウヘリヨン |